# Portici 1906
Il Portici 1906 è una società calcistica italiana della città di Portici. Milita in Eccellenza, il quinto livello del campionato italiano.
Fondato come polisportiva nel 1906, ciò ne fa una delle società sportive più antiche dell'Italia meridionale; attivo nel calcio all'incirca dal 1910, il Portici è uno dei club calcistici più anziani della Campania. Ha partecipato 34 volte a campionati nazionali o interregionali: negli anni 1920 ha partecipato due volte al campionato di Seconda Divisione (secondo livello calcistico dell'epoca); nel secondo dopoguerra 3 volte al campionato di Serie C; infine, a partire dal 1936-1937, a 29 volte ai campionati di Serie D o Interregionali.

## Storia

### Le origini della società
La S.S. Portici nacque sul finire del 1906 su iniziativa del giovane Alberto De Biasio, che impostò la nascente società come polisportiva, attiva principalmente in ciclismo, podismo, atletica leggera e nuoto. 
La sezione calcistica, cui la società legherà indissolubilmente il suo nome, nacque intorno al 1910 e per i primi anni si dedicò ad attività prevalentemente amichevole. La squadra disputava le sue partite casalinghe in un campetto talmente dissestato da esser soprannominato 'a rattacasa (cioè, il "campo grattugia"). La prima gara ufficiale fu disputata sul campo dell'"Internazionale" di Agnano contro la S.C. Italia e terminò con la vittoria per 1-0. Quel primo, storico undici era composto da: Ferraiolo, Cassinis, Dell'Orto, Scarano, Papaleo, Persico, Rossi II, Pompameo, Rossi I, Bianchi e Rossi III.
Ben più importanti successi venivano mietuti in campo podistico – uno su tutti, la vittoria di Giulio Visconti a Carmagnola il 18 luglio 1913 – e in campo ciclistico. Una menzione particolare per tale sport va dedicata a Ezio Ascione, vincitore della gara Costa d'Amalfi (1910), della Coppa Cioffi (1911) nonché della tappa San Pedro-Rosario e del Gran Premio della Reaccion del Rosario in Argentina (1913): infaticabile scalatore, atleta formidabile, era dotato di un'accelerazione bruciante in rettilineo. 
Successivamente, l'esplosione della Prima guerra mondiale avrebbe portato a quattro anni di inattività.

### Il primo dopoguerra, i primi successi
Al termine del primo conflitto mondiale, il Portici riprendeva le sue attività continuando a raccogliere buoni risultati nelle corse podistiche. Per i primi successi in ambito calcistico bisogna attendere la stagione 1921-1922: la prima squadra, iscritta al campionato campano di Promozione giunse sino alla Finale, persa con un complessivo 3-1 contro la più quotata Audax Salerno; la formazione giovanile si aggiudicava invece il campionato provinciale ULIC battendo la Pro Napoli.
Nel 1923 veniva eletto presidente del club il già citato Ezio Ascione. Negli anni 1922-1923 e 1923-1924 partecipò al campionato di Seconda Divisione, secondo livello calcistico dell'epoca; in entrambi i campionati si guadagnò l'accesso alle finali, sfiorando la promozione in I Divisione. Tra i giocatori di spicco del Portici vi era Giuseppe Zumkeller, che si era messo già in mostra nel campionato ULIC e autore di ben sei gol contro il Resurgo.
Dal 1925 al 1930 il calcio a Portici fece perdere ogni traccia, vittima dell'assenza di un campo regolamentare e delle abituali difficoltà economiche, nonché degli ottimi risultati raccolti dalla sezione pugilistica della società. La rinascita della sezione calcistica – denominata Società Sportiva Giovinezza, con colori sociali giallo e rosso – avrebbe portato a un decennio ricco di successi, concretizzatosi con i quattro campionati consecutivi di Prima Divisione (4ª serie dell'epoca) collezionati prima dell'esplodere del secondo conflitto mondiale.
Il periodo bellico è legato alla storica partecipazione al Campionato Campano, concluso al quinto posto; tra i risultati, è degno di nota il pareggio casalingo per 2-2 contro il Napoli. Tra i calciatori di quella formazione si ricorda Italo Romagnoli, prelevato dalla Lazio per 450.000 lire; dopo le esperienze post-belliche con le maglie di Pescara e Napoli, sarebbe tornato a Portici rivestendo prima il ruolo di giocatore e poi a più riprese quello di allenatore.

### Il secondo dopoguerra: un triennio in serie C; gli anni 60: la storica promozione in Serie D
Al termine delle ostilità il Portici era ormai una delle principali squadre dilettantistiche del calcio campano, presenza fissa nei massimi tornei sia nazionali che regionali. Tra il 1945 e il 1948, la S.S. Portici partecipò a tre campionati di serie C, retrocedendo in Promozione (4º torneo calcistico dell'epoca, a carattere interregionale) in seguito alla riduzione dei quadri della terza serie. Nel campionato 1966-1967 la squadra finì in vetta al proprio girone di Prima Categoria (torneo corrispondente all'attuale Eccellenza), ma non riuscì a vincere il triangolare di spareggio con Maddalonese e Paganese, le vincenti degli altri gironi campani. Al danno si aggiunse la beffa: la decisione federale di concedere alla società il ripescaggio in Serie D fu annullata a seguito della verifica delle ridotte dimensioni del terreno di gioco dello stadio "Cocozza".
Al termine della stagione, si accostò alla società Antonio Borrelli con il quale il Portici compì il definitivo salto di qualità. La storica promozione in Serie D del 1968-1969, al termine di un campionato dominato e chiuso con 14 lunghezze sulla Cavese diretta inseguitrice, resterà per sempre negli annali del calcio porticese. I primi tre anni di Serie D furono ricchi di successi; nel campionato 1971-1972 la squadra pareva all'altezza di raggiungere addirittura la Serie C, ma l'uscita di scena di Borrelli portò a un ridimensionamento degli obiettivi. La generosa presidenza Pessetti riuscì a garantire alla squadra altri quattro anni di Serie D, prima della retrocessione in Promozione.

### Il ritorno nel campionato Interregionale; il successivo declino del calcio porticese
Dopo dieci anni di anonimato, la costruzione del nuovo stadio San Ciro mostrava chiaramente le ambizioni di una città che aspirava al ritorno tra i semiprofessionisti. A cavallo tra gli anni 80 e la prima metà dei 90 il Portici collezionò 7 campionati in Interregionale, prima della retrocessione del 1995. Negli anni successivi la squadra si confermò nei quartieri alti del campionato di Eccellenza, sfiorando il ritorno in Serie D nel 1995-1996, nel 1999-2000 e nel 2002-2003, quando approdò agli spareggi per la promozione venendo però sconfitta dalla Polisportiva Mons Taurus. Di lì in poi iniziò un periodo di declino, che culminò nella retrocessione della stagione 2004-2005 e nella stentata salvezza in Promozione nel campionato 2005-2006.
Nell'estate 2010, la presidenza cedeva il titolo sportivo e rinunciava all'iscrizione al campionato di Promozione, ponendo fine alla storia ultracentenaria della società.

### La rinascita
Fondata nel 2009, la Virtus Portici si era resa protagonista di tre promozioni consecutive – dalla Terza Categoria alla Promozione – e della conquista della Coppa Campania di Seconda Categoria; giunta in Promozione, nell'agosto del 2012, la Virtus Portici, a sancire la continuità con la tradizione sportiva precedente, assume la denominazione di Vis Portici 1906. Nel primo campionato dalla rinascita, il Portici chiude il Girone B di Promozione al secondo posto dopo esser stato in testa per la maggior parte del torneo. Nei play-off prima batte 3-1 in casa la Pro Pagani per poi imporsi in soli sette uomini (contro dieci) in trasferta sul campo del Valdiano, conquistando la vittoria finale e il conseguente ritorno in Eccellenza.
Nel 2014, dopo un decimo posto nel Girone A di Eccellenza Campania, riprende la denominazione di A.S.D. Portici 1906.
Nella stagione 2015-2016 chiude la stagione di Eccellenza Campania Girone A al quarto posto e accede ai play-off, dove viene eliminata al primo turno contro il San Giorgio. 

### Il ritorno in Serie D

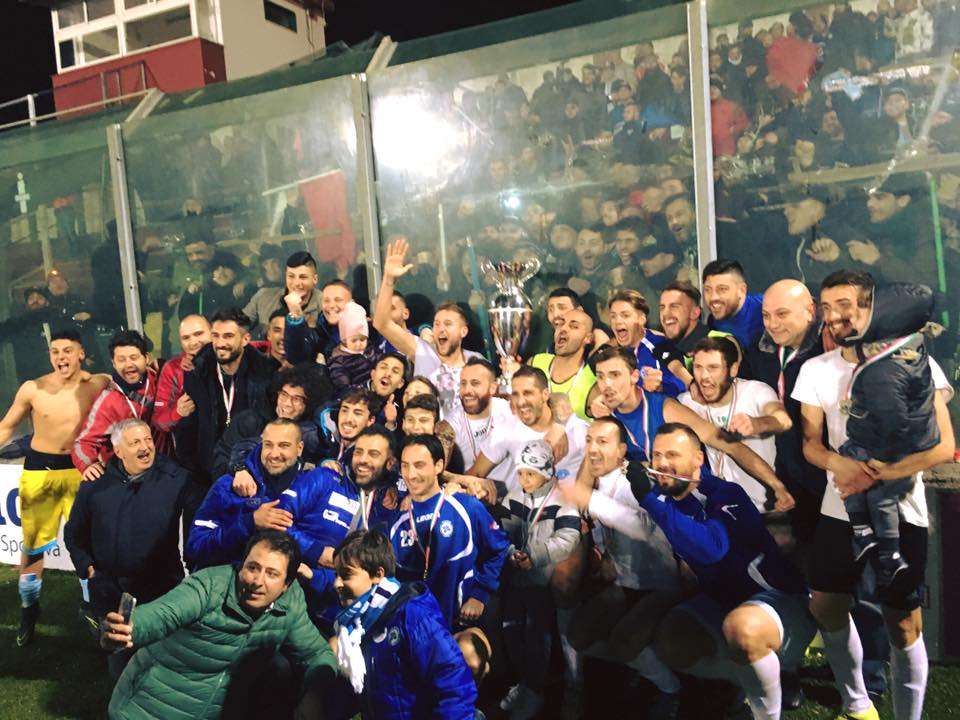
La festa per la conquista della Coppa Italia Dilettanti Campania 2016-2017

Nella stagione 2016-2017 il Portici partecipa al campionato di Eccellenza Campania a detta di tutti uno tra i più belli e difficili degli ultimi vent'anni. Il Portici crea una squadra da vertice in cui spiccano i vari Dino Fava, Tommaso Manzo, Mario Follera, Giulio Panico e Giovanni Ruscio, giocatori di esperienza che hanno vinto innumerevoli campionati regionali. Al termine del girone di andata il Portici si trova al secondo posto a solo un punto di distacco dalla capolista Afragolese. La lotta per la vittoria del campionato prosegue per l'intera stagione: a giocarsela sono l'Afragolese, il Portici e il Savoia, divisi da pochi punti fino alla fine del campionato.
Intanto il Portici sul fronte Coppa Italia riesce ad arrivare in finale dopo aver battuto molte squadre insidiose tra cui Procida, Afragolese e Savoia. Nella finale giocata allo stadio Squitieri di Sarno si trovano di fronte le due corazzate dei gironi di Eccellenza, ovvero Portici ed Ebolitana; a spuntarla dopo una partita emozionante finita sul 3-2 proprio sullo scadere è il Portici che porta a casa per la prima volta la Coppa Italia Dilettanti Campania.

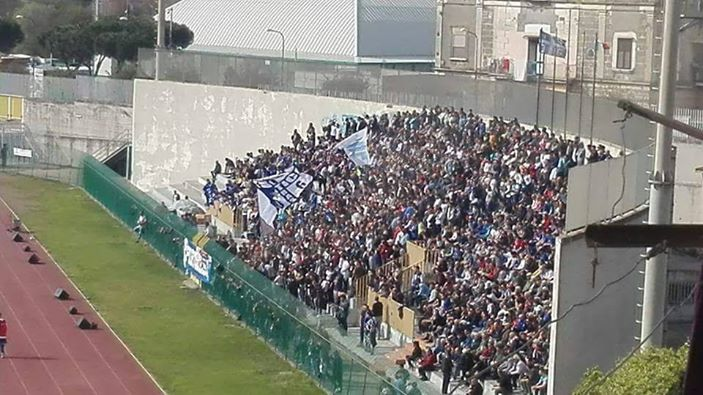
Tifosi presenti al San Ciro nello scontro diretto per il primo posto tra Portici e Savoia, 1º aprile 2017

Alla 23ª giornata arriva lo scontro al vertice tra Afragolese e Portici, il Portici si presenta con un ritardo di 2 punti dalla capolista Afragolese. Una partita al cardiopalma giocata sotto una pioggia torrenziale allo stadio Papa di Cardito, dove l'Afragolese nel primo tempo passa in vantaggio 2-0 su due calci di rigore. Nella ripresa avviene l'impossibile: prima il Portici accorcia le distanze sul 2-1 e dopo pochi minuti l'Afragolese pensa di chiudere la partita sul 3-1, ma proprio allora si scatena l'orgoglio degli azzurri che in meno di 20 minuti riescono a ribaltare il risultato finale sul 3-4 con un gol all'88 minuto di un eterno Dino Fava. Alla 27ª giornata, allo stadio San Ciro, riaperto per l'occasione, arriva il Savoia che dista solo due lunghezze dal Portici capolista; questa gara vede l'affluenza di oltre 1700 porticesi sugli spalti. Portici-Savoia è una gara molto combattuta resa difficile anche dal terreno di gioco non in perfette condizioni, tuttavia nel secondo tempo il Portici riesce a imporsi grazie a un rigore trasformato da Tommaso Manzo.
All'ultima giornata del campionato il Portici festeggia il ritorno in serie D, dopo 22 anni, imponendosi in trasferta contro il Neapolis, allo stadio Piccolo di Cercola, con il risultato di 0-5.

### Anni successivi
Nella stagione 2017-2018 il Portici si trasforma in srl e riprende la denominazione storica di S.S. Portici. La squadra viene inserita nel girone I di serie D. A causa della perdurante inagibilità dell'impianto cittadino, la squadra è costretta a giocare la maggior parte delle partite allo stadio Vallefuoco di Mugnano; tra alti e bassi e tra avvicendamenti in panchina gli azzurri si salvano senza grosse difficoltà, classificandosi decimi. Nel campionato 2018-2019 il Portici porta a termine una delle migliori stagioni della sua storia, classificandosi quarto in un campionato piuttosto insidioso (data la presenza di squadre come Bari, Turris e Marsala), e approdando ai play-off. Il Portici porta a casa ottimi risultati, tra i quali la vittoria all'ultima giornata di campionato contro la Turris e la vittoria contro il Marsala. Nelle semifinali dei play-off, il Portici viene eliminato proprio dal Marsala, in una partita molto contestata poiché prima della gara l'allenatore del Portici era stato aggredito da alcuni sostenitori lilibetani. Al termine del campionato il Portici, inoltre, si classifica primo nel girone "I" nella speciale graduatoria "giovani D valore", a indicare che la società ha prestato grande considerazione alla crescita dei giovani. Nell'estate 2019, il Portici colleziona numerosi colpi di mercato tra cui: il centrocampista-mezzala Arario, cresciuto nelle giovanili del River Plate; Arpino, proveniente dalla serie C; l'attaccante Guarracino dalla Turris. Ciononostante, il campionato di serie D 2019-2020, girone G, inizia in maniera deludente, con una serie di risultati negativi che portano all'esonero dell'allenatore Chianese, a cui subentra Mattiacci. Si verifica poi una discreta ripresa, a partire dalla vittoria sull'Aprilia nella 13ª giornata. La squadra conclude il girone d'andata a quota venti punti. Per motivi sanitari (COVID-19) il campionato è sospeso alla 26ª giornata e le classifiche vengono cristallizzate, in base alla media punti, come classifiche finali. Il Portici conclude al 12º posto, guadagnandosi così una meritata salvezza e il diritto di partecipare alla serie D per il quarto anno consecutivo.
Nel campionato di serie D 2020-2021, il Portici viene inserito nel girone pugliese H. Il torneo, com'è noto, è funestato dall'emergenza COVID-19 e viene disputato in condizioni di notevole precarietà (assenza di pubblico, giocatori tamponati, partite rinviate). Dopo un cammino decisamente negativo, prima sotto la guida di Panico poi di Mattiacci, il Portici ottiene l'agognata salvezza con una giornata di anticipo, grazie a qualche importante innesto e alla cura Condemi, allenatore subentrato nel finale di stagione e artefice di un prodigioso recupero (5 vittorie nelle ultime 7 partite, tra cui spicca la clamorosa vittoria a Taranto per 3-2). Il campionato di serie D 2021-2022 comincia in maniera scoppiettante, con 4 vittorie consecutive. Segue un cammino altalenante che comunque, grazie anche alla guida esperta dell'allenatore Sarnataro, si conclude con il raggiungimento dell'obiettivo fissato a inizio stagione: una salvezza tranquilla, conquistata con ampio anticipo. Di rilievo la vittoria (3-2) sulla Cavese, nel girone di ritorno. Per il campionato di serie D 2022-2023 il Portici torna nel girone G. Il campionato si conclude con una salvezza tanto sofferta quanto meritata. Decisiva la vittoria sull'Angri nella penultima partita di campionato (3-2, con rete di Orlando e doppietta di Pelliccia), che consente al Portici di scavalcare in classifica i salernitani. Nella rosa spicca, su tutti, il nome di Davide Di Gennaro, giocatore dai trascorsi importanti, tra serie A, B e nazionale Under Davide Di Gennaro.
Nel giugno del 2023, la società viene rilevata dalla Casa Reale Holding. Emanuele Filiberto di Savoia dichiara che l'operazione è stata effettuata per garantire la sopravvivenza del club e salvaguardare il suo status sportivo con l'obiettivo di creare una squadra competitiva, coinvolgendo tifoseria e città. Tuttavia, dopo aver conquistato la salvezza in serie D, la proprietà viene meno alle promesse di inizio campionato, cedendo il titolo al Savoia (che si ritrova dunque in serie D senza alcun merito sportivo). Successivamente, l'imprenditore Antonio Altomare rileva il titolo del Savoia, iscrivendo il Portici al campionato di Eccellenza per la stagione 2024-2025. Dopo una stagione altalenante, il Portici conclude il campionato al 7° posto, a ridosso della zona play-off.

## Colori e simboli

### Simboli ufficiali

#### Stemma

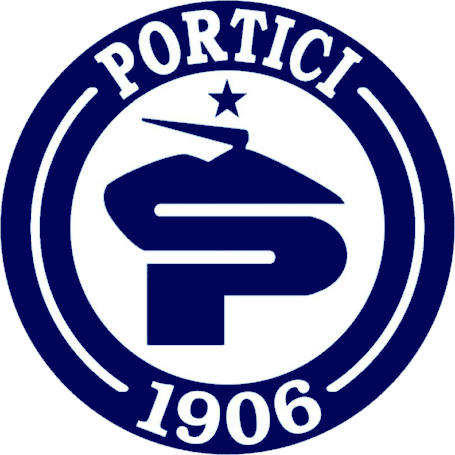
Lo stemma attuale.

## Società

### Organigramma societario
- Antonio Altomare - Presidente
- Leonardo Altomare - Vice Presidente
- Luigi Marano - Amministratore Delegato
- Giuseppe Verde - Direttore Generale
- Michele Iervolino - Direttore Sportivo

## Allenatori e presidenti
- 1906-1948 ...
- 1948-1949  Italo Romagnoli
- 1949-1967 ...
- 1967-1968  Giuseppe Schiano
- 1968-1970 ...
- 1970-1971  Antonio Valese
- 1971-1972  Egidio Di Costanzo
- 1972-1976  Giuseppe Schiano
- 1976-1980 ...
- 1980-1981  Agostino Amante
- 1981-1986 ...
- 1986-1987  Marco Fazzi
- 1987-1989 ...
- 1989-1990  Scalia
 Alfredo Ballarò
- 1990-1991  Arbitrio
- 1991-1999 ...
- 1999-2000  Mario Rosano
- 2000-2002 ...
- 2002-2003  Ciro Mottola
- 2003-2004  Ciro Mottola
 Officioso
 Cimmino
- 2004-2005  Antonio Raiola
 Amodio Fratellanza
 Antonio Raiola
- 2005-2006  Carmine Matrullo
 Mario Rosano
 Amodio Fratellanza
 Giuseppe Franchini
- 2006-2007  Salvatore Sarnataro
 Mario Rosano
- 2007-2008  Giuseppe Franchini
 Ciro Mottola
- 2008-2009  Amodio Fratellanza
 Mirra
- 2009-2010  Ciro Mottola
 Amodio Fratellanza
- 2010-2012 ...
- 2012-2014  Salvatore Sarnataro
- 2014-2015  Giuseppe Lepre[7]
 Achille Tarantino[8]
- 2015-2017  Pasquale Borrelli[9]
- 2017-2018  Gianluca Esposito[10] (1ª-11ª)
 Marco Miserini (12ª)
 Vincenzo Maiuri (13ª-29ª)
 Felice Scotto (30ª-34ª)
- 2018-2019  Mauro Chianese
- 2019-2020  Mauro Chianese (1ª-11ª)
 Alessandro Mattiacci (12ª-26ª)
- 2020-2021  Domenico Panico (1ª-22ª)
 Alessandro Mattiacci (23ª-27ª)
 Carmelo Condemi (28ª-34ª)
- 2021-2023  Salvatore Sarnataro
- 2023-2024  Teore Grimaldi (1ª-5ª)
 Andrea Ciarmella (6ª-17ª)
 Andrea Ciarmella e  Pasquale Bovienzo (18ª-34ª)
- 2024-2025  Gaetano Perrella

## Palmarès

### Competizioni regionali
- Eccellenza: 2

1992-1993 (girone A), 2016-2017 (girone A)
- Promozione: 2

1968-1969 (girone B); 1986-1987 (girone B)
- Prima Categoria: 2

1966-1967 (girone B), 2011-2012 (girone B)
- Coppa Italia Dilettanti Campania: 1

2016-2017
- Seconda Categoria: 1

2010-2011 (girone L)
- Coppa Campania di Seconda Categoria

2010-2011

### Competizioni giovanili
- Campionato Nazionale Juniores: 1

2022-2023

### Altri piazzamenti
- Serie C:

Terzo posto: 1946-1947 (girone A, Lega Interregionale Sud)
- Eccellenza:

Secondo posto: 2002-2003 (girone A)
Terzo posto: 1995-1996 (girone A), 1998-1999 (girone A), 1999-2000 (girone A)
- Promozione:

Secondo posto: 2012-2013 (girone B), con vittoria ai play-off e promozione in Eccellenza
- Coppa Italia Dilettanti Campania:

Semifinalista: 2015-2016

## Statistiche e record

### Partecipazione ai campionati nazionali
| Livello | Categoria                       | Partecipazioni | Debutto   | Ultima stagione | Totale |
| ------- | ------------------------------- | -------------- | --------- | --------------- | ------ |
| 2º      | Seconda Divisione               | 2              | 1922-1923 | 1923-1924       | 2      |
| 3º      | Serie C                         | 3              | 1945-1946 | 1947-1948       | 3      |
| 4º      | Prima Divisione                 | 4              | 1936-1937 | 1939-1940       | 22     |
| 4º      | Promozione                      | 4              | 1948-1949 | 1951-1952       | 22     |
| 4º      | Serie D                         | 14             | 1969-1970 | 2023-2024       | 22     |
| 5º      | Campionato Interregionale       | 5              | 1987-1988 | 1991-1992       | 7      |
| 5º      | Campionato Nazionale Dilettanti | 2              | 1993-1994 | 1994-1995       | 7      |

## Tifoseria
La tifoseria vesuviana vanta un seguito modesto (una media di 4-500 spettatori nella stagione 2018-19), data la vicinanza della città della reggia con la città di Napoli. Ma nonostante ciò, in varie occasioni il pubblico porticese ha saputo in diverse occasioni rispondere compatto agli appuntamenti decisivi (si guardi a un Portici-Savoia del 2017, con oltre 2000 spettatori, o alle più recenti gare contro Bari e Turris che hanno visto sugli spalti almeno un migliaio di spettatori sugli spalti). Di diritto si inserisce tra le storiche tifoserie campane e si ritaglia un ruolo da protagonista nel panorama ultras vesuviano.
È attivo il gruppo ultras Prima Linea a partire dal 2015. Altri gruppi del passato sono i Fedayn (nati nel 1987), la Brigata Moretti (1998), gli Skins, la Brigata, le Teste Sballate, la Minoranza Rumorosa e gli Old Fans Portici 1906 (2015).
Nel 2023, con il rilevamento della società da parte di Emanuele Filiberto e della Holding Casa Savoia e il cambio dello storico stemma, il gruppo ultras Prima Linea ha annunciato la sospensione del tifo organizzato. 
Gemellaggi
- Turris[11]

Amicizia
- Igea Virtus
- Nocerina

Rivalità
- Gela[12] (2018)
- Acireale[13] (2017)
- Ercolanese[14]
- Ischia[15]
- Juve Pro Poggiomarino[16] (2013)
- Nola
- Savoia[17] (2015)
- Ebolitana[18][19] (2017)
- Vollese (2003)

## Riconoscimenti
- Stella d'argento al merito sportivo CONI: 1977